# Huaping

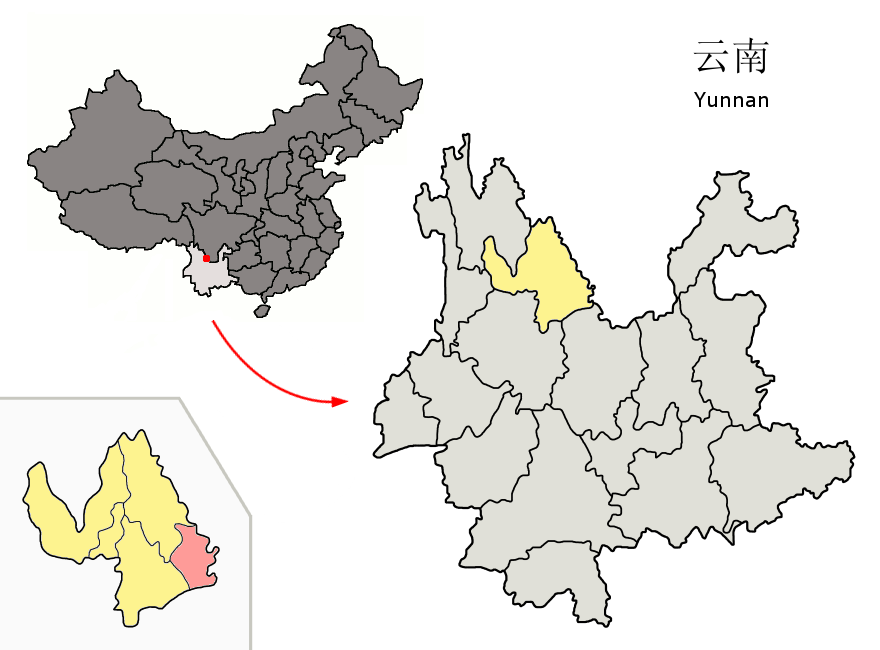
Lage von Huaping (rosa) in der bezirksfreien Stadt Lijiang

Der Kreis Huaping (华坪县,  Huápíng Xiàn) ist ein Kreis der bezirksfreien Stadt Lijiang in der chinesischen Provinz Yunnan. Er hat eine Fläche von 2.142 km² und zählt 159.695 Einwohner (Stand: Zensus 2020). Sein Hauptort ist die Großgemeinde Zhongxin (中心镇).

## Administrative Gliederung
Auf Gemeindeebene setzt sich der Kreis aus drei Großgemeinden und fünf Gemeinden (alle sind Nationalitätengemeinden) zusammen. Diese sind:
- Großgemeinde Zhongxin 中心镇
- Großgemeinde Rongjiang 荣将镇
- Großgemeinde Xingquan 兴泉镇

- Gemeinde Shilongba der Yi und Dai 石龙坝彝族傣族乡
- Gemeinde Xinzhuang der Lisu und Dai 新庄傈僳族傣族乡
- Gemeinde Tongda der Lisu 通达傈僳族乡
- Gemeinde Yongxing der Lisu 永兴傈僳族乡
- Gemeinde Chuanfang der Lisu und Dai 船房傈僳族傣族乡